# 侯自强
侯自强（1937年—），男，上海人，中国声学家，曾任中国科学院声学研究所研究员、博士生导师，第八届全国人大代表。